# PANORAMA (小森田実のアルバム)
PANORAMA（パノラマ）は、シンガーソングライター小森田実の3枚目のオリジナル・アルバム。1991年8月21日にアルファレコードから発売された。

## 概要
1年2ヶ月ぶりとなるオリジナル・アルバム。先行シングル「恋する瞳」を収録した全10曲が収録されている。2008年時点で廃盤になっている。

## 音楽性
1曲目「恋する瞳」はSMAPに提供した「SHAKE」の原曲。提供にあたり本曲を基に改めて作曲をした。

## 収録曲
特記以外　作詞：山田ひろし／全作曲・編曲：小森田実
1. 恋する瞳
  - 作詞：小森田実・山田ひろし
2. ウェルカム
3. コモリタ君
4. リンゴ
5. 渚にて
  - 編曲：杉山智一
6. アロハの大将～アソバレのハワイ航路～
7. 隣人はサンタクロース
8. アオゾラのせいさ
  - 編曲：梁邦彦
9. キミへ
10. シネマな恋